# Силлиг, Макс
Макс Си́ллиг (нем. Max Sillig, 19 ноября 1873, La Tour-de-Peilz, Во, Швейцария — 15 ноября 1959, Лозанна, Во, Швейцария) — швейцарский хоккеист, хоккейный функционер, президент Швейцарского хоккейного союза (1908—1920), президент ИИХФ (1920—1922).
Силлиг был директором частной школы в Веве, играл в «Беллерив Хоккей Клуб» (Лозанна) и в сборной Швейцарии еще на первом чемпионате Европы.
Макс Силлиг был первым президентом Швейцарского хоккейного союза. Этот пост он занимал со дня основания и до избрания на пост президента ЛИХГ. Он участвовал в Олимпийских Играх 1920 года, сыграв за сборную Швейцарии; главой ЛИХГ был избран на конгрессе, прошедшем в дни этого олимпийского хоккейного турнира.